# Wilga brunatna
Wilga brunatna (Oriolus szalayi) – gatunek średniej wielkości ptaka z rodziny wilgowatych (Oriolidae). Występuje na Nowej Gwinei oraz pobliskich wyspach na zachód od niej (Waigeo, Batanta, Salawati, Misool). Nie wyróżnia się podgatunków.
Morfologia
Długość ciała około 28 cm. Masa ciała 79–115 g.
Środowisko
Środowiskiem życia wilg brunatnych są wilgotne lasy równikowe, lasy namorzynowe oraz suche lasy strefy międzyzwrotnikowej.
Status
IUCN uznaje wilgę brunatną za gatunek najmniejszej troski (LC, Least Concern) nieprzerwanie od 1988 roku. Liczebność populacji nie została oszacowana; w 1990 roku ptak ten opisany został jako zazwyczaj pospolity. Trend liczebności populacji uznawany jest za stabilny.